# Viljo E. Tuompo
Viljo E. Tuompo, finski general, * 1893, † 1957.